# Incendis (pel·lícula)
Incendis (títol original en francès, Incendies) és una pel·lícula dramàtica canadenca del 2010 dirigida per Denis Villeneuve, que va coescriure el guió amb Valérie Beaugrand-Champagne. Adaptat de l'obra homònima de Wajdi Mouawad, és protagonitzada per Lubna Azabal, Mélissa Désormeaux-Poulin, Maxim Gaudette i Rémy Girard. S'ha doblat i subtitulat al català.
La història tracta d'uns bessons canadencs que viatgen al país natal de la seva mare al Llevant per descobrir el seu passat ocult enmig d'una sagnant guerra civil. Tot i que el país no té nom, els esdeveniments de la pel·lícula estan fortament influenciats per la guerra civil libanesa i, en particular, per la història de la presonera Souha Bechara. La pel·lícula es va rodar principalment a Montreal, amb quinze dies de gravació a Jordània.
Es va estrenar als festivals de cinema de Venècia i Toronto el setembre de 2010 i es va estrenar al Quebec el 17 de setembre de 2010. Va rebre el reconeixement de la crítica al Canadà i a l'estranger i va guanyar nombrosos premis.
El 2011, va ser nominada a l'Oscar a la millor pel·lícula en llengua estrangera. Incendies també va guanyar vuit premis Genie, inclòs el de la millor pel·lícula.